# Fernando Tabales
Fernando Tabales Prieto, connu sous le nom de Tabales, né à Séville, le 24 septembre 1914 et mort le 29 mai 1983 dans la même ville, était un footballeur espagnol des années 1940.

## Biographie
Tabales débuta en 1939 au Aviación Nacional, avec qui il gagna le championnat régional d'Aragon. Quelques mois plus tard, après la fusion de l'Aviación Nacional et de l'Athletic Club de Madrid, pour le club de l'Athletic Aviación, ce qui permit de participer au championnat d'Espagne 1939-1940. 
L'entraîneur de ce club, le légendaire Ricardo Zamora, décida de confiner les buts à Tabales au détriment du vétéran Guillermo. Cette saison-là, il remporta le championnat et remporta le trophée Zamora avec 29 buts encaissés en 21 matchs. Il remporta son second championnat lors de la saison suivante.
Il continua deux saisons avec les rouges et blancs jusqu'à la saison 1943-1944, où il joua pour Albacete Balompié. Ensuite, il joua pour l'UD Salamanque. Il retrouva la première division avec l'Espanyol Barcelone, lors de la saison 1945-1946. Il termina sa carrière à UE Sant Andreu.

## Carrière
- 1939-1944 :  Aviación Nacional/Atlético de Madrid
- 1944 :  Albacete Balompié
- 1945 :  UD Salamanca
- 1945-1946 :  Espanyol Barcelone
- 1946-? :  UE Sant Andreu

## Palmarès
- Championnat d'Espagne de football
  - Champion en 1940 et en 1941
- Trophée Zamora
  - Récompensé en 1940
- Coupe Eva Duarte
  - Vainqueur en 1940